# SGR J1745-2900
Désignations
PSR J1745-2900, aussi connue comme SGR J1745-2900 et MG J1745-2900, est une étoile à neutrons découverte en avril 2013 à proximité de Sagittarius A* (Sgr A*), la radiosource associée au trou noir supermassif situé centre de notre galaxie, la Voie lactée. Distante (à l'époque de sa découverte) d'environ 2,4 secondes d'arc de Sgr A*, elle est (en mars 2015) l'étoile à neutrons la plus proche d'un trou noir jamais observée. Il s'agit d'un pulsar qui, associé à un sursaut gamma mou, serait un magnétar.

## Découverte
L'étoile est détectée le 24 avril 2013 à 17 h 34 (TU) par le X-Ray Telescope (XRT), un des télescope de l'observatoire spatial Swift, comme un accroissement de rayons X au voisinage de Sgr A*.
Son observation avec Nuclear Spectroscopic Telescope Array (NuSTAR), le 26 avril 2013, permet de découvrir sa période, d'environ 3,76 secondes, et de la classer parmi les magnétars, dont la périodicité varie de 2 à 12 secondes,. Son observation avec Chandra, le 29 avril 2013, à environ 3 secondes d'arc de Sgr A*, confirme sa périodicité.
Elle a aussi été observée par plusieurs radiotélescopes : le Karl G. Jansky Very Large Array (VLA) de l'Observatoire national (américain) de radioastronomie, le radiotélescope d'Effelsberg de l'Institut Max-Planck de radioastronomie, celui de l'observatoire de Parkes, celui de l'observatoire de Green Bank, le radiotélescope de Sardaigne (SRT) de l'Institut national (italien) d'astrophysique, la station de radioastronomie de Nançay et le (radio)télescope Lovell de l'observatoire de Jodrell Bank de l'université de Manchester.

### Annonces
La détection de l'excès d'émission de rayons X au voisinage de Sgr A* est annoncée dès le 25 avril 2013 par la mise en ligne d'un télégramme électronique via The Astronomer's Telegram.
La confirmation de sa découverte est annoncée le 8 janvier 2014 par un communiqué de presse de la Nasa.

## Localisation et caractéristiques
L'étoile est située à une distance d'environ 8,5 kiloparsecs du Soleil, dans la direction de la constellation zodiacale du Sagittaire, à proximité du centre de rotation de la Voie lactée, et fait partie du système de Sagittarius A*,. Elle a une période de 3,76 secondes et un champ magnétique d'environ 1014 gauss.

## Intérêt
Des chercheurs pensent pouvoir utiliser ce magnétar comme un outil permettant de déterminer les propriétés magnétiques du milieu interstellaire situé à proximité du centre galactique ainsi que pour tester certains aspects de la gravité quantique.